# Victor Sjöström
Victor David Sjöström (Silbodal, 20 september 1879 – aldaar, 3 januari 1960) was een Zweeds acteur en filmregisseur.
Sjöström geldt als een van de grote pioniers van de Zweedse film. Hij begon zijn carrière als toneelspeler en theaterregisseur. In 1912 zette hij zijn eerste stappen in de filmindustrie. Zijn films worden gekenmerkt door een lyrisch getinte vertelkunst. De belangrijkste films uit zijn stomme periode in Zweden zijn Ingeborg Holm (1913), Terje Vigen (1917) en Körkarlen (1920).
Vanaf 1923 was hij werkzaam in Hollywood onder het pseudoniem Victor Seastrom. Zijn Amerikaanse werk geldt als minder geslaagd. Na zijn terugkeer in Zweden trad hij nog een paar keer op als regisseur en acteur. Zijn laatste rol was die van Isak Borg in de film Smultronstället (1957) van Ingmar Bergman.

## Filmografie
- 1912: Ett hemligt giftermål
- 1912: Trädgårdsmästaren
- 1913: Äktenskapsbyrån
- 1913: Löjen och tårar
- 1913: Lady Marions sommarflirt
- 1913: Blodets röst
- 1913: Livets konflikter
- 1913: Ingeborg Holm
- 1913: Miraklet
- 1914: Halvblod
- 1914: Prästen
- 1914: Dömen icke
- 1914: Strejken
- 1914: Bra flicka reder sig själv
- 1914: Gatans barn
- 1914: Högfjällets dotter
- 1914: Hjärtan som mötas
- 1915: Sonad skuld
- 1915: I prövningens stund
- 1915: Judaspengar
- 1916: Skepp som mötas
- 1916: Havsgamar
- 1916: Dödskyssen
- 1916: Therèse
- 1917: Terje Vigen
- 1917: Tösen från Stormyrtorpet
- 1918: Berg-Ejvind och hans hustru
- 1919: Ingmarssönerna
- 1919: Hans nåds testamente
- 1920: Klostret i Sendomir
- 1920: Karin Ingmarsdotter
- 1920: Mästerman
- 1921: Körkarlen
- 1924: He Who Gets Slapped
- 1925: Confessions of a Queen
- 1925: The Tower of Lies
- 1926: The Scarlet Letter
- 1928: The Divine Woman
- 1928: The Wind
- 1928: The Masks of the Devil
- 1930: A Lady to Love
- 1930: Väter und Söhne
- 1931: Markurells i Wadköping
- 1937: Under the Red Robe